# القط بالو (فلم)
القط بالو (بالإنجليزية: Cat Ballou) هو فيلم كوميدي تم إنتاجه في الولايات المتحدة وصدر في سنة 1965.

## طاقم التمثيل
- جين فوندا
- لي مارفين
- نت كينغ كول

### ترشيحات وجوائز
| السنة | الحدث | الفئة            | النتيجة |
| ----- | ----- | ---------------- | ------- |
|       |       | أوسكار أفضل ممثل | فوز     |

## الميزانية والإيرادات
حقق أرباحا تقدر بـ 20,666,667 دولار.

## وصلات خارجية
- القط بالو على موقع IMDb (الإنجليزية)
- القط بالو على موقع ميتاكريتيك (الإنجليزية)
- القط بالو على موقع الموسوعة البريطانية (الإنجليزية)
- القط بالو على موقع روتن توميتوز (الإنجليزية)
- القط بالو على موقع نتفليكس (الإنجليزية)
- القط بالو على موقع قاعدة بيانات الأفلام العربية
- القط بالو على موقع ألو سيني (الفرنسية)
- القط بالو على موقع Turner Classic Movies (الإنجليزية)
- القط بالو على موقع أول موفي (الإنجليزية)
- القط بالو على موقع فيلمافينيتي (الإسبانية)

1. ↑  وصلة مرجع: https://www.oscars.org/oscars/ceremonies/1966.
2. ↑  وصلة مرجع: http://www.imdb.com/title/tt0059017/. الوصول: 7 يوليو 2016.
3. ↑  وصلة مرجع: http://stopklatka.pl/film/kasia-ballou. الوصول: 7 يوليو 2016.
4. ↑  وصلة مرجع: http://www.allocine.fr/film/fichefilm_gen_cfilm=1405.html. الوصول: 7 يوليو 2016.
5. ↑  "Cat Ballou" on تيرنر كلاسيك موفيز "نسخة مؤرشفة". مؤرشف من الأصل في 2017-05-04. اطلع عليه بتاريخ 2017-12-24.{{استشهاد ويب}}:  صيانة الاستشهاد: BOT: original URL status unknown (link)
6. ↑  "Cat Ballou, Box Office Information". The Numbers. مؤرشف من الأصل في 2013-09-28. اطلع عليه بتاريخ 2013-01-22.
7. ↑  "AFI's 100 Years...100 Songs Nominees" (PDF). مؤرشف من الأصل (PDF) في 2017-08-09. اطلع عليه بتاريخ 2016-08-06.